# Урсула Корберо
Урсула Корберо Дельгадо (ісп. Úrsula Corberó Delgado; нар. 11 серпня 1989 року) — іспанська актриса і модель. Найбільш відома за роллю Рут у телесеріалі «Фізика чи хімія» та ролі Токіо в телесеріалі «Паперовий будинок».

## Біографія
Урсула Корберо Дельгадо народилася в Барселоні 11 серпня 1989 року. Має сестру Моніку. До 6 років вона вже знала, що хоче стати актрисою, вперше на телебаченні вона з'явилася в рекламі. Після навчання вона переїхала в Мадрид, щоб зніматися в телесеріалі «Фізика або хімія».

## Кар'єра
При порівняно короткій кар'єрі, молода актриса почала свій шлях в ніжному віці 13 років, ходила на акторські та вокальні курси, які в подальшому дозволили їй виконати пісню «El precio» з Cinco de Enero, групою, яка пише музику до серіалу «Фізика або хімія», протягом першого сезону, який привів її до слави.
Вона вперше з'явилася на телеекрані в 2002 році в серіалі «Розбите дзеркало» (ісп. Mirall trencat), виконуючи провідну роль. У 2005 і 2006 роках брала участь в серіалі «Ventdelplà», де грала Сару.
Вже зараз можна виділити, телевізійні виступи на національних шоу, таких як «Чорна лагуна» (Мануела) і іншу роль в «Зворотному відліку», в 2007 році.
Але слава прийшла, з серіалом « Фізика або хімія», у 2008 році, де вона грала одну з головних героїв, Рут. Її відхід з серіалу, в кінці 2010 року, після трьох років, збігся зі вступом в нього Хуана Пабло Ді Паче, Сабріни Гарсіарени і Фернандо Андіни.
У 2011 році приєднується до акторського складу «Республіки», (спін-офф «Сеньори»). Вона грає Беатріс де ла Торре, чисту і невинну дівчину, хвору на туберкульоз. У тому ж році вона повернулася з Максі Іглесіасом у відеозверненні до «Фізика або хімія», щоб відзначити закінчення серіалу і взяла участь у ТВ-фільмі «Дні слави», від Маріо Конде, граючи Палому, його секретаря в Telecinco.
Вона також брала участь в каталонському кіно «Ельсінор парк» і «Шрами 3D», першому іспанському фільмі жахів в 3D, прем'єра якого відбулася 28 грудня.
У 2012 році був її дебют у театрі, у постановці «Сексуальні збочення в Чикаго», прем'єра якої відбулася в лютому в Мурсії.

## Особисте життя
З 2008 року протягом двох років зустрічалася з актором Ісраелем Родрігесом. В 2011 році п'ять місяців зустрічалася з тенісистом Фелісіано Лопесом. З 2013 по 2016 рік зустрічалася з актором Андресом Веленкосо. З 2016 року зустрічається з актором Чіно Дарином, з яким познайомилася на зйомках телесеріалу «Посольство».
Урсула вважає себе феміністкою.

## Фільмографія

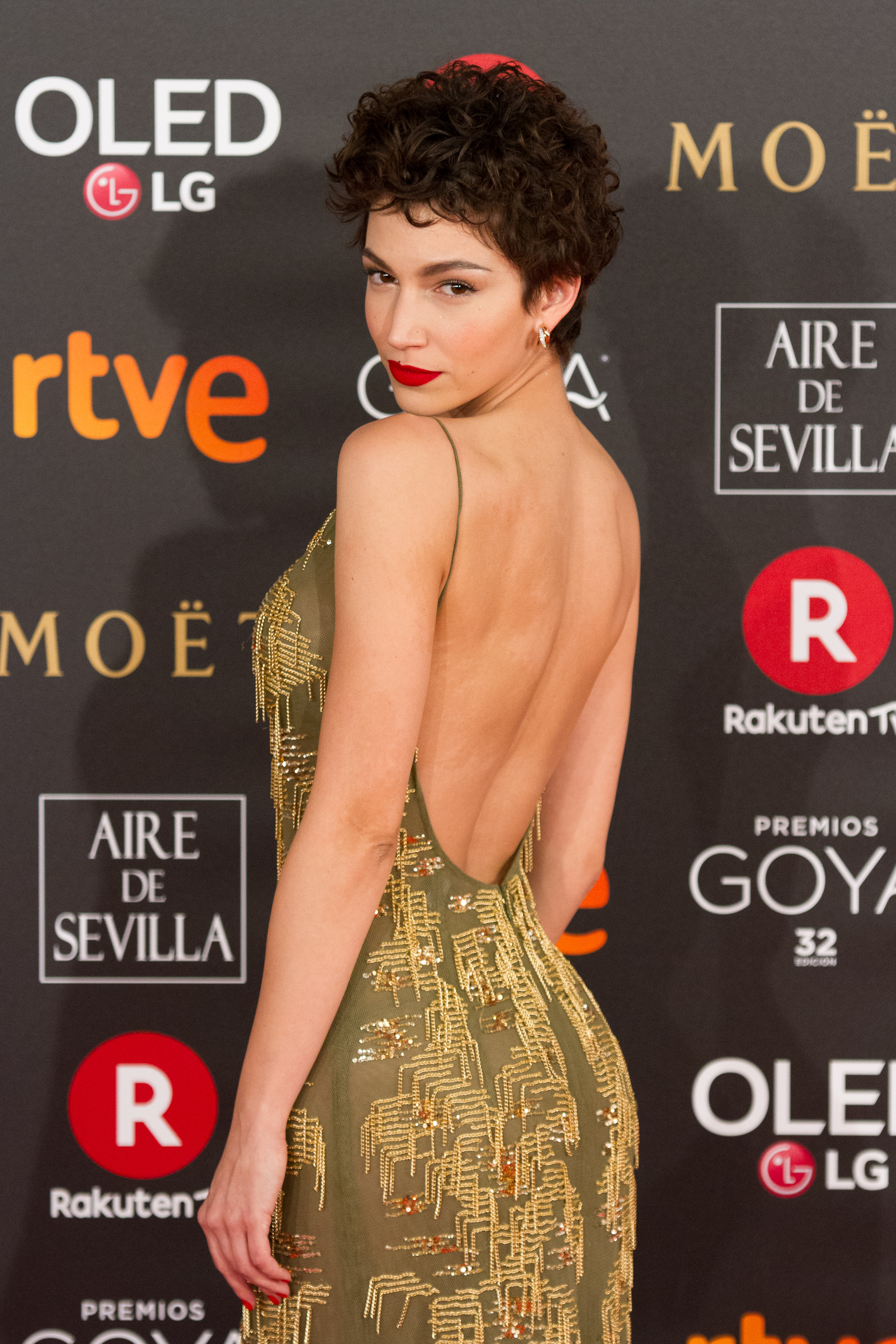
Урсула Корберо (2018)

| Телевізійні     | Телевізійні                  | Телевізійні                  | Телевізійні           |
| Рік             | Назва                        | Оригінальна назва            | Роль                  |
| --------------- | ---------------------------- | ---------------------------- | --------------------- |
| 2002            | Розбите дзеркало             | Mirall trencat               | Марія (10 років)      |
| 2005-2006       | Ventdelplà                   | Ventdelplà                   | Сара                  |
| 2007            | Зворотній відлік             | Cuenta atrás                 | Даніелла              |
| 2007            | Чорна лагуна                 | El internado                 | Мануела Портільо      |
| 2008-2010, 2011 | Фізика або хімія             | Física o Química             | Рут Гомес Кінтана     |
| 2011-?          | 14 квітня. Республіка        | 14 de abril. La república    | Беатріс де ла Торре   |
| 2012            | Дні слави                    | Días de gloria               | Палома (секретар)     |
| 2012-?          | Великий заповідник           | Gran Reserva                 |                       |
| 2014            | Ізабелла                     | Isabel                       | Маргарита Австрійська |
| 2015            | Якір-2                       | Anclados                     | Наталія               |
| 2017            | Паперовий будинок            | La casa de papel             | Токіо                 |
| 2018            |                              | Snatch                       | Інес                  |
| 2019            |                              | Paquita Salas                | Урсула                |
| 2023            |                              | Star Wars: Visions           | Лола                  |
| 2023            | Тіло у вогні                 | El cuerpo en llamas          | Роза Пераль           |
| 2024            | День Шакала                  | The Day of the Jackal        | Нурія                 |
| Кінофільми      |                              |                              |                       |
| Рік             | Назва                        | Оригінальна назва            | Роль                  |
| 2007            | Хроніка волі                 | Crónica de una voluntad      | Кова                  |
| 2011            | Слайди                       | Slides                       |                       |
| 2011            | Шрами 3D                     | XP3D                         | Белен                 |
| 2012            | Ельсінор парк                | Elsinor Park                 | Лісса                 |
| 2012            | Вечірка                      | After Party                  |                       |
| 2016            | Розколота Корона             | La corona partida            | Маргарита Австрійська |
| 2018            | Криваве дерево               | El árbol de la sangre        | Ребека                |
| 2021            | Очі змії: Початок Джі.Ай.Джо | Snake Eyes: G.I. Joe Origins | Баронеса              |
| 2023            | Зліт                         | Lift                         | Каміла                |
| 2024            | Убити жокея                  | El jockey                    | Ебріл                 |